# 亚东六眼幽灵
亚东六眼幽灵（学名：Spermophora yadongensis）为幽灵蛛科六眼幽灵蛛属的动物。在中国大陆，分布于西藏等地，主要生活于云杉林、石缝、洞穴植物的根系间。其生存的海拔上限为3200米。该物种的模式产地在西藏亚东。